# Legitimationsblatt

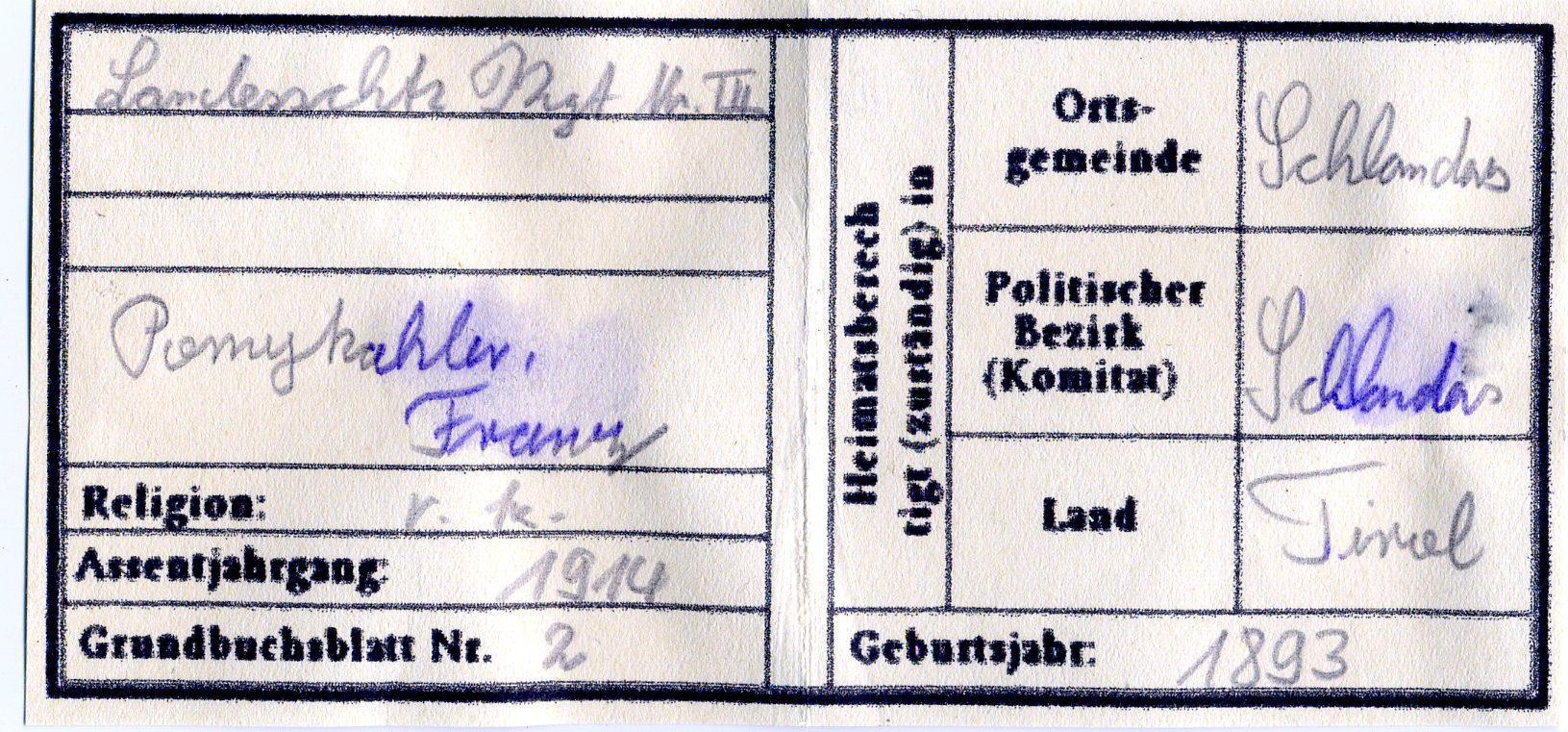
Teil eines Legitimationsblattes, ausgestellt vor Jänner 1917. (Es wurde ein nicht vorschriftsmäßiger Tintenstift verwendet!)

Das Legitimationsblatt war das persönliche Identifizierungsmerkmal  der Soldaten in der österreichisch-ungarischen Monarchie und der Vorgänger der Erkennungsmarke.

## Allgemeines
Zu tragen hatten es Angehörige des Soldatenstandes der k.u.k. Armee, der österreichischen, der ungarischen Landwehr, die Militärbeamten sowie auch die dem Militär angehörigen Zivilpersonen. Die Tragepflicht begann mit der Mobilmachung und endete bei der erfolgten Demobilisierung.
Entgegengesetzt der vorherrschenden Kurrentschrift musste das Legitimationsblatt in Lateinschrift ausgefüllt werden. Erfasst wurden neben den üblichen persönlichen Daten wie Name und  Adresse auch andere wichtige Daten, wie  Truppenkörper, Impfungen oder Religion. Bei Offizieren war der auszufüllende Dateninhalt noch ausführlicher. Das Blatt gab es in verschiedenen Ausführungen.
Im Todesfall wurde das Legitimationsblatt mit Sterbedaten und den Daten der Zeugen ergänzt. Auch eventuelle Testamente konnten hier noch vermerkt werden.
Das Legitimationsblatt durfte nur einem Toten, und erst unmittelbar vor der Beerdigung abgenommen werden. Allein die leere Kapsel durfte für den Fall einer möglichen späteren Enterdigung dem Toten beigegeben werden.
Während die deutschen Soldaten bereits Erkennungsmarken trugen, war im Ersten Weltkrieg bei der k.u.k. Armee das Legitimationsblatt oft die einzige Möglichkeit einen gefallenen Soldaten zu identifizieren. Wenn diese Identifikation nicht möglich war, galt ein Soldat als vermisst und es konnte kein Totenschein ausgestellt werden, was oft nicht nur die persönliche Tragödie der Angehörigen vergrößerte, sondern auch oft mit einem materiellen Verlust verbunden war.
Die Erkennungsmarke der deutschen Soldaten war aber in Österreich-Ungarn weitgehend unbekannt, was dazu führte, dass zahlreiche gefallene deutsche Soldaten vorerst als Unbekannt beerdigt wurden und erst nach Umbettungsarbeiten, sofern die Erkennungsmarke noch vorhanden war, nach Recherchen im Zentralnachweisamt in Berlin identifiziert werden konnten.

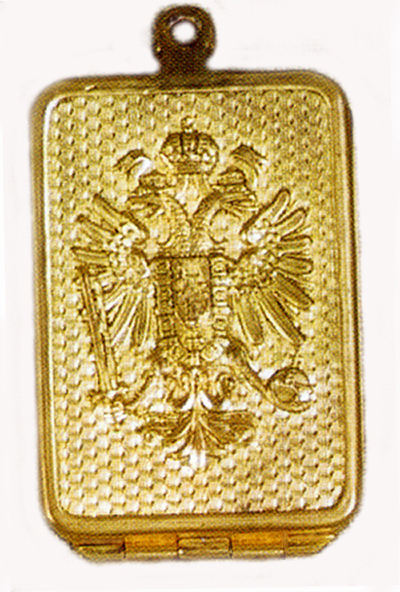
Privat beschaffte Legitimationsblattkapsel

## Legitimationsblattkapsel
Getragen wurde das Legitimationsblatt in einer Metallkapsel, so dass das Formular von Witterungs- oder anderen Einflüssen weitgehend geschützt war. Die Kapsel war allerdings nicht wasserdicht, weswegen die Beschriftung mit einem schwarzen Bleistift zu erfolgen hatte. (Keine Tinte oder Tintenstift) (Die Verwendung von vorschriftswidrigen Schreibgeräten führte später oftmals zu erheblichen Schwierigkeiten bei der Identifizierung Gefallener.)
Die Legitimationsblattkapsel zur Aufbewahrung des Legitimationsblattes war eine zweiteilige, flache Schachtel aus Messing mit einer Öse für die Schnur. Beide Teile waren mit einem Scharnier verbunden, im Inneren befand sich an der Faltstelle eine Federklammer zum Fixieren des gefalteten Blattes. Offiziere und Gagisten konnten sich jedoch die Kapseln selbst beschaffen, Material und Ausstattung bzw. Verzierungen waren freigestellt, lediglich die Größe war normiert.
Nach der beginnenden Materialknappheit während des Krieges wurden dann die Kapseln nur noch aus Eisenblech hergestellt.
In die Kapsel selbst konnte zusätzlich mit einem scharfen Gegenstand der Truppenkörper und die Grundbuchblattnummer in Kurzform eingeritzt, oder auch mit Stempeln eingeschlagen werden, wie beispielsweise IR49 1915/945. Sie hatte dadurch bereits die Funktion einer Erkennungsmarke.
Die Kapsel wurde in einer kleinen zusätzlichen Tasche verwahrt, die sich in der rechten Hosentasche der Uniformhose befand. Zusätzlich war sie mit der Kapselschnur gesichert.

## Bemerkungen
1. ↑  Hiermit ist die Aufteilung der einzelnen Beschriftungsfelder gemeint
2. ↑  Das hatte allerdings nur Sinn, wenn auf der Kapsel Identifizierungsmerkmale angebracht waren
3. ↑  Ein Tintenstift war ein Bleistift, dessen Mine stark mit Tinte angereichert war und der in einer leicht violetten Färbung schrieb. Wurde das Papier nass, verlief die Schrift.
4. ↑  Dies jedoch nur in Eigeninitiative, in den Vorschriften war es nicht vorgesehen